# Der Untergang der Stadt Passau
Der Untergang der Stadt Passau ist ein 1975 veröffentlichter postapokalyptisch-dystopischer Science-Fiction-Roman des deutschen Schriftstellers Carl Amery. Er war sein größter schriftstellerischer Erfolg.

## Historischer Kontext
Im Vorwort bezeichnete Amery den Roman als eine „Fingerübung“, zu der ihn der Science-Fiction-Roman Lobgesang auf Leibowitz des US-amerikanischen Schriftstellers Walter M. Miller, Jr. inspiriert habe. Millers Roman erzählt von Geschehnissen in den postapokalyptischen USA nach einem globalen Atomkrieg.
Als das Werk entstand, war der Umweltaktivist Amery von den Eindrücken der sogenannten „ersten Ölkrise“ des Jahres 1973, der zunehmenden Umweltzerstörung und Umweltverschmutzung, knapper werdenden Rohstoffen und damit einhergehenden bzw. dadurch ausgelösten gesellschaftlichen und politischen Veränderungen geprägt.

## Handlung
Der Roman wird retrospektiv aus dem Jahr 2112 erzählt. Der Hauptteil der Handlung spielt allerdings 2013 fast ausschließlich in Passau und dessen unmittelbarer Umgebung.
1981 hat eine nicht näher spezifizierte „Seuche“, von der die wenigen Überlebenden nicht wissen, ob es sich um eine „Strafe Gottes“ handelte oder ob sie ein „verrückter Wissenschaftler“ verschuldet hat, fast die gesamte Menschheit ausgelöscht. Nur noch etwa 50.000 Menschen leben in Europa. Auf dem Gebiet des ehemaligen Deutschland sind es nur kleine Gruppen von „Bauern“ oder „Nomaden“, in der Regel jeweils weniger als 50 Personen. Die Städte sind verwüstet, das Land meist verwildert und unbestellt. Die einzige größere Siedlung ist die Stadt Passau. Sie ist die einzige noch halbwegs „funktionierende“ Stadt, denn sie hat eine Verwaltung und einen Bürgermeister. In der Stadt gibt es sogar Elektrizität, ein paar noch fahrbereite Traktoren und Lebensmittel – scheinbar – im Überfluss. Die nächstgrößere Gruppe Menschen (weniger als 50) lebt in Rosenheim sowie „in Ungarn“.
Passaus Bürgermeister wird von allen „Scheff“ genannt und kam 1983, zwei Jahre nach der Katastrophe, in die Stadt. Seither gilt dort eine neue Zeitrechnung. Er regiert Passau autokratisch und führt eine Art feudalistischen Hofstaat. Im Bestreben, seine Macht auszuweiten und Passau mächtiger zu machen, wirbt er unter den Bauern und Nomaden des Umlandes darum, in die Stadt zu ziehen. Der wahre Grund ist jedoch, dass die Stadt allein nicht mehr lange überlebensfähig sein wird, denn sie zehrt seit der Seuche von den noch brauchbaren Resten der Zivilisation. Die Stadt benötigt immer mehr Lebensmittel und andere Ressourcen, die sie aber selbst nicht in der Lage ist zu produzieren. Das Wenige, das Handwerker in Passau herstellen, wird teuer an die Bauern der Umgebung verkauft, um an das Lebensnotwendige zu gelangen. Die Bauern leben in einer Art Subsistenzwirtschaft weitgehend autark, leiden aber unter den Städtern. Passaus scheinbarer Wohlstand steht auf tönernen Füßen, denn die Bauern der Umgebung werden von der Stadtbevölkerung ausgebeutet, die in vergleichbarem Wohlstand auf Kosten der Landbevölkerung leben will. Der „Scheff“ entschließt sich, das Umland in weitem Umkreis zu plündern und systematisch zu zerstören, um alles Verwertbare (vor allem Salz in den alten Salzbergwerken wie dem Dürrnberg, zu dem die Rosenheimer Passau den Weg versperren) in der Stadt einzulagern. Passau fängt auch an, die Länder an der Donau bis zur Wachau zu kolonisieren, dem realhistorischen Einflussgebiet der Passauer Bischöfe im Frühmittelalter entsprechend.
Zwei „Gesandte“ dessen, was einst die Stadt Rosenheim war, haben sich nach Passau aufgemacht, um „die Herrlichkeit der Stadt“ zu sehen, und werden vom „Scheff“ empfangen. Ein Bankett, das scheinbar ihnen zu Ehren gegeben wird, entpuppt sich jedoch als lebensgefährliche Falle: Die Rosmer sollen beseitigt werden, damit die Passauer an deren Salzvorkommen gelangen können. Vorher hat er noch versucht, sie zu überreden, nach Osten abzusiedeln, um als Grenzwache gegen die Nomaden in der pannonischen Tiefebene zu fungieren, aber Lois, der ältere der beiden, durchschaut das als Trick. Die beiden Gesandten können gerade noch entkommen. In den folgenden 100 Jahren eskaliert der Konflikt sowohl zwischen Passau und Rosenheim als auch innerhalb der Stadt zwischen den „Schulsii“ und „Gernothari“, Nachkommen des „Scheffs“ und anderer. Im Jahr 2112 schließlich führt dies zur „Schlacht um Passau“. Reiter mit Pfeil und Bogen, Rosnemer und nomadisierende „Ungarn“ erobern die Stadt und schleifen sie schließlich.

## Erzählstruktur
Der Roman hat drei Handlungsebenen und beginnt mit der Chronik Magnalia Dei per Gentem Rosmerium („Die Großtaten Gottes durch das Volk der Rosmer“) des Kaplans Egid, die er Anno Domini 2112, was auch gezählt wird als das Jahr 131 APP („Post Pestilentiam“, will sagen nach der Seuche) verfasste, um die Ereignisse zu schildern. Diese Chronik, eigentlich in „verwegenem Latein“ geschrieben, das an die Chronisten der Merowinger des 7. Jahrhunderts erinnert, unterscheidet sich nicht nur optisch vom Rest des Romans, denn ihr Text ist in Fraktur gedruckt, sondern auch sprachlich, denn die Chronik ist (für den Roman) in eine Art „neumittelalterliches“ Deutsch (mit Einschlägen aus dem bairischen Dialekt) übertragen worden. Der Hauptteil des Romans spielt hingegen im Jahr 2013. Dieser wird immer wieder durch kurze Einschübe unterbrochen, die die Hintergrundgeschichten der Hauptpersonen erläutern, ausgehend vom Ausbruch der Seuche im Jahr 1981.

## Rezeption
Das deutsche Tourneetheater Comoedia Mundi führte 2011 das Stück Aufstieg und Fall der Stadt Passau auf. Die bayrische Heavy-Metal-Band Atlantean Kodex veröffentlichte auf ihrem 2013 erschienene Album The White Goddess ein Lied mit dem Titel „Der Untergang der Stadt Passau“.

## Ausgaben
- Der Untergang der Stadt Passau. Science Fiction-Roman. Heyne Science Fiction & Fantasy Nr. 3461. Heyne, München 1975, ISBN 3-453-30332-6. Neuausgabe 1997 als Nr. 7001, ISBN 3-453-12804-4.
- Aktuelle Ausgabe: Der Untergang der Stadt Passau. Ein Zukunftsroman aus Bayern. 2. Aufl. SüdOst Verlag, Regenstauf 2015, ISBN 978-3-86646-712-5.

## Hörspiel
- 2021: Der Untergang der Stadt Passau (2 Teile) – Bearbeitung und Regie: Bernadette Sonnenbichler (Hörspielbearbeitung – BR)